# Olympische Sommerspiele 1952/Leichtathletik – 10.000 m Gehen (Männer)

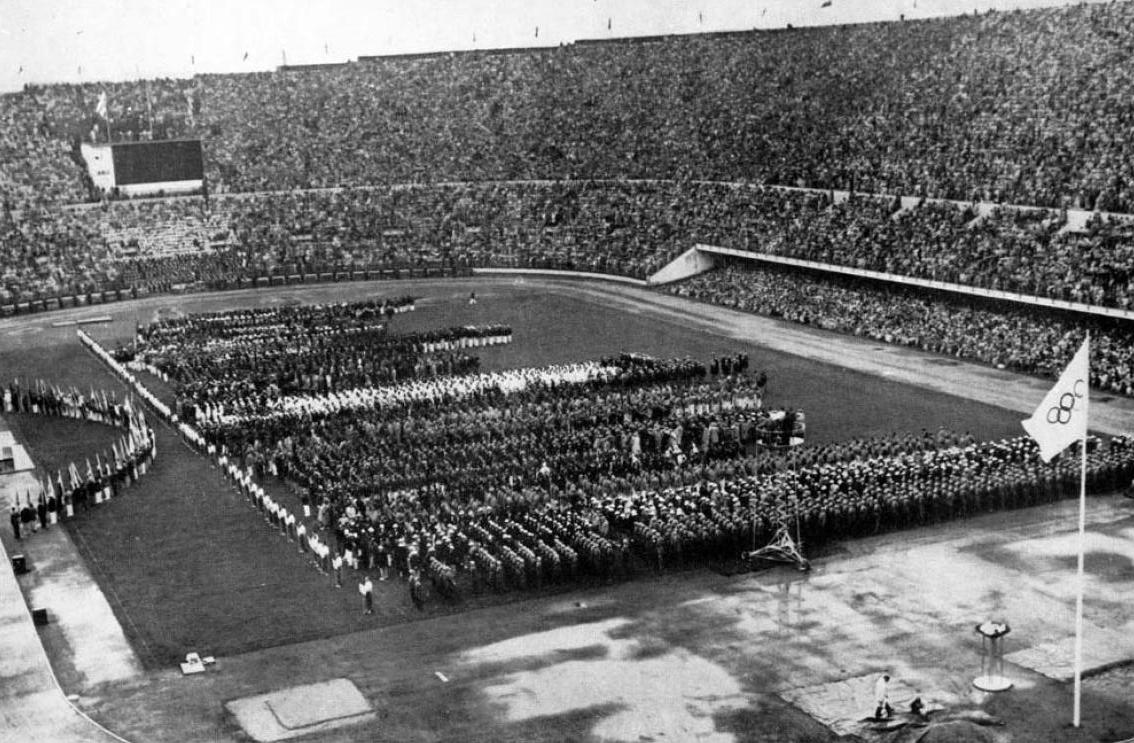
Eröffnungsfeier bei den Olympischen Spielen in Helsinki

Das 10.000-Meter-Gehen der Männer bei den Olympischen Spielen 1952 in Helsinki wurde am 24. und 27. Juli 1952 im Olympiastadion in Helsinki ausgetragen. 23 Athleten nahmen teil. Diese Disziplin wurde zum letzten Mal bei Olympischen Spielen ausgetragen. Sie wurde ab 1956 durch das 20-km-Straßengehen ersetzt.
Olympiasieger wurde der Schwede John Mikaelsson vor Fritz Schwab aus der Schweiz. Bronze ging an Bruno Junk aus der Sowjetunion.

## Rekorde

### Bestehende Rekorde
| Weltrekord         | 42:39,5 min | Werner Hardmo ( Schweden)   | Kumla, Schweden                    | 9. September 1945 |
| Olympischer Rekord | 45:03,0 min | John Mikaelsson ( Schweden) | Vorrunde OS London, Großbritannien | 3. August 1948    |

### Rekordverbesserung
Der schwedische Olympiasieger John Mikaelsson verbesserte seinen eigenen olympischen Rekord im Finale am 27. Juli um zwei Zehntelsekunden auf 45:02,8 min.

## Durchführung des Wettbewerbs
Die Geher absolvierten zwei Vorrunden am 24. Juli. Die jeweils sechs besten Geher – hellblau unterlegt – qualifizierten sich für das Finale, das am 27. Juli stattfand.

## Zeitplan
24. Juli, 10:00 Uhr: Vorrunde

27. Juli, 16:00 Uhr: Finale

## Vorrunde
Datum: 24. Juli 1952, ab 10:00 Uhr

### Vorrunde 1

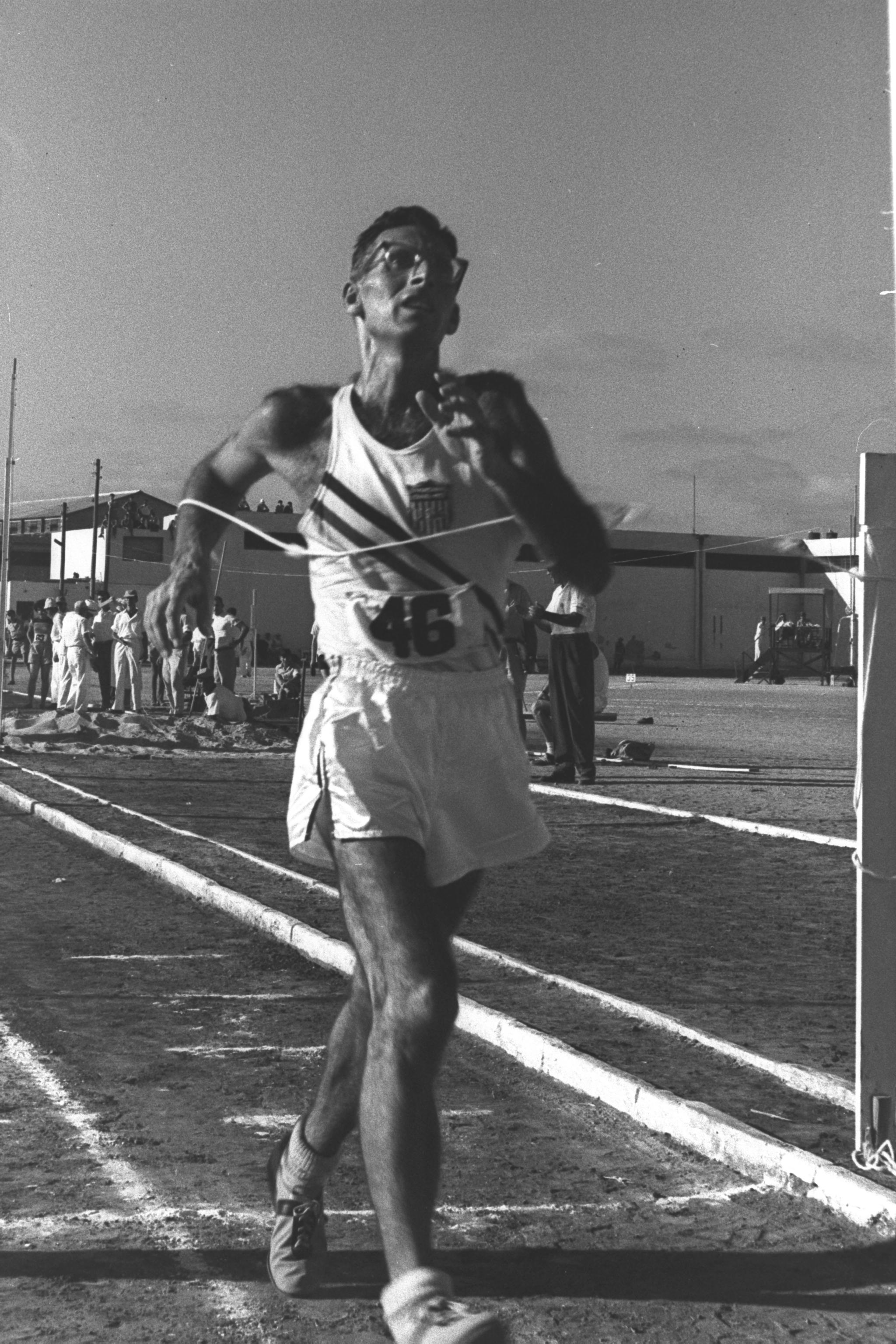
Henry Laskau wurde im ersten Vorrundenwettbewerb disqualifiziert

| Platz | Name                 | Nation         | Zeit        |
| ----- | -------------------- | -------------- | ----------- |
| 1     | Bruno Junk           | Sowjetunion    | 45:05,8 min |
| 2     | John Mikaelsson      | Schweden       | 45:10,0 min |
| 3     | Louis Chevalier      | Frankreich     | 45:58,0 min |
| 4     | Gabriel Reymond      | Schweiz        | 46:35,2 min |
| 5     | Donald Keane         | Australien     | 46:55,2 min |
| 6     | Iwan Jarmysch        | Sowjetunion    | 47:26,0 min |
| 7     | Arne Börjesson       | Schweden       | 47:32,4 min |
| 8     | Kaare Hammer         | Norwegen       | 49:08,4 min |
| 9     | Ragnvald Thunestvedt | Dänemark       | 50:42,8 min |
| DSQ   | Allah Ditta          | Pakistan       |             |
| DSQ   | Roland Hardy         | Großbritannien |             |
| DSQ   | Henry Laskau         | USA            |             |
| DNS   | Salvatore Cascino    | Italien        |             |

### Vorrunde 2
| Platz | Name               | Nation           | Zeit        |
| ----- | ------------------ | ---------------- | ----------- |
| 1     | George Coleman     | Großbritannien   | 46:12,4 min |
| 2     | Émile Maggi        | Frankreich       | 46:47,8 min |
| 3     | Lars Hindmar       | Schweden         | 47:06,0 min |
| 4     | Fritz Schwab       | Schweiz          | 47:06,0 min |
| 5     | Josef Doležal      | Tschechoslowakei | 47:06,2 min |
| 6     | Bruno Fait         | Italien          | 47:23,4 min |
| 7     | Telemaco Arcangeli | Italien          | 48:00,2 min |
| 8     | Ragnar Olsen       | Norwegen         | 49:03,8 min |
| 9     | Price King         | USA              | 51:08,6 min |
| DSQ   | Lawrence Allen     | Großbritannien   |             |
| DSQ   | Pēteris Zeltiņš    | Sowjetunion      |             |
| DNS   | Ferd Hayward       | Kanada           |             |

## Finale

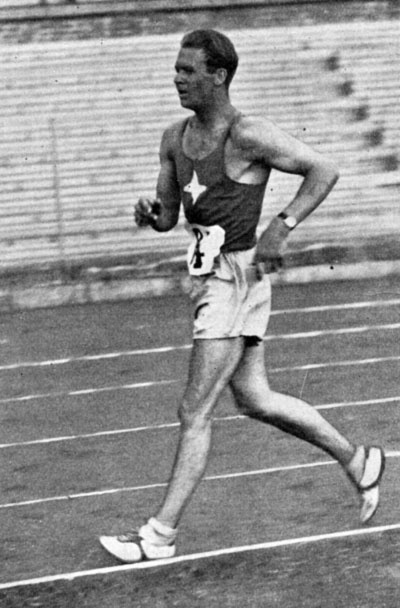
John Mikaelsson gewann wie schon 1948 Gold

Datum: 27. Juli 1952, 16:00 Uhr
| Platz | Staffel         | Besetzung        | Zeit        | Anmerkung |
| ----- | --------------- | ---------------- | ----------- | --------- |
| 1     | John Mikaelsson | Schweden         | 45:02,8 min | OR        |
| 2     | Fritz Schwab    | Schweiz          | 45:41,0 min |           |
| 3     | Bruno Junk      | Sowjetunion      | 45:41,0 min |           |
| 4     | Louis Chevalier | Frankreich       | 45:50,4 min |           |
| 5     | George Coleman  | Großbritannien   | 46:06,8 min |           |
| 6     | Iwan Jarmysch   | Sowjetunion      | 46:07,0 min |           |
| 7     | Émile Maggi     | Frankreich       | 46:08,0 min |           |
| 8     | Bruno Fait      | Italien          | 46:25,6 min |           |
| 9     | Gabriel Reymond | Schweiz          | 46:38,6 min |           |
| 10    | Donald Keane    | Australien       | 47:37,0 min |           |
| DSQ   | Lars Hindmar    | Schweden         |             |           |
| DNS   | Josef Doležal   | Tschechoslowakei |             |           |

Der Gehwettbewerb über 10.000 Meter, insbesondere das Finale, wurde überschattet von willkürlichen und uneinheitlichen Schiedsrichterentscheidungen. Der Tschechoslowake Josef Doležal, zwei Jahre später Europameister, hatte auf einen Finalstart verzichtet.
Der Olympiasieger von 1948 John Mikaelsson kontrollierte den Wettbewerb und gewann sicher die Goldmedaille. Dabei verbesserte er seinen eigenen im Vorkampf erzielten olympischen Rekord noch einmal knapp um sechs Zehntelsekunden. Um Silber gab es einen Kampf zwischen Fritz Schwab und Bruno Junk. Beide verstießen auf der letzten Runde mehrfach gegen die Gehregeln und verfielen dabei in Laufschritte. Jedoch wurde weder der Schweizer Schwab noch der sowjetische Geher Junk aus dem Rennen genommen. Die Schwierigkeiten bei der Regelüberwachung auf dieser kurzen Gehdistanz waren mit ausschlaggebend dafür, dass der Wettbewerb über zehn Kilometer von 1956 an durch die längere Distanz über zwanzig Kilometer ersetzt wurde.
Fritz Schwabs Vater Arthur Tell Schwab hatte bei den Olympischen Spielen 1936 in Berlin die Silbermedaille im 50-km-Gehen gewonnen.

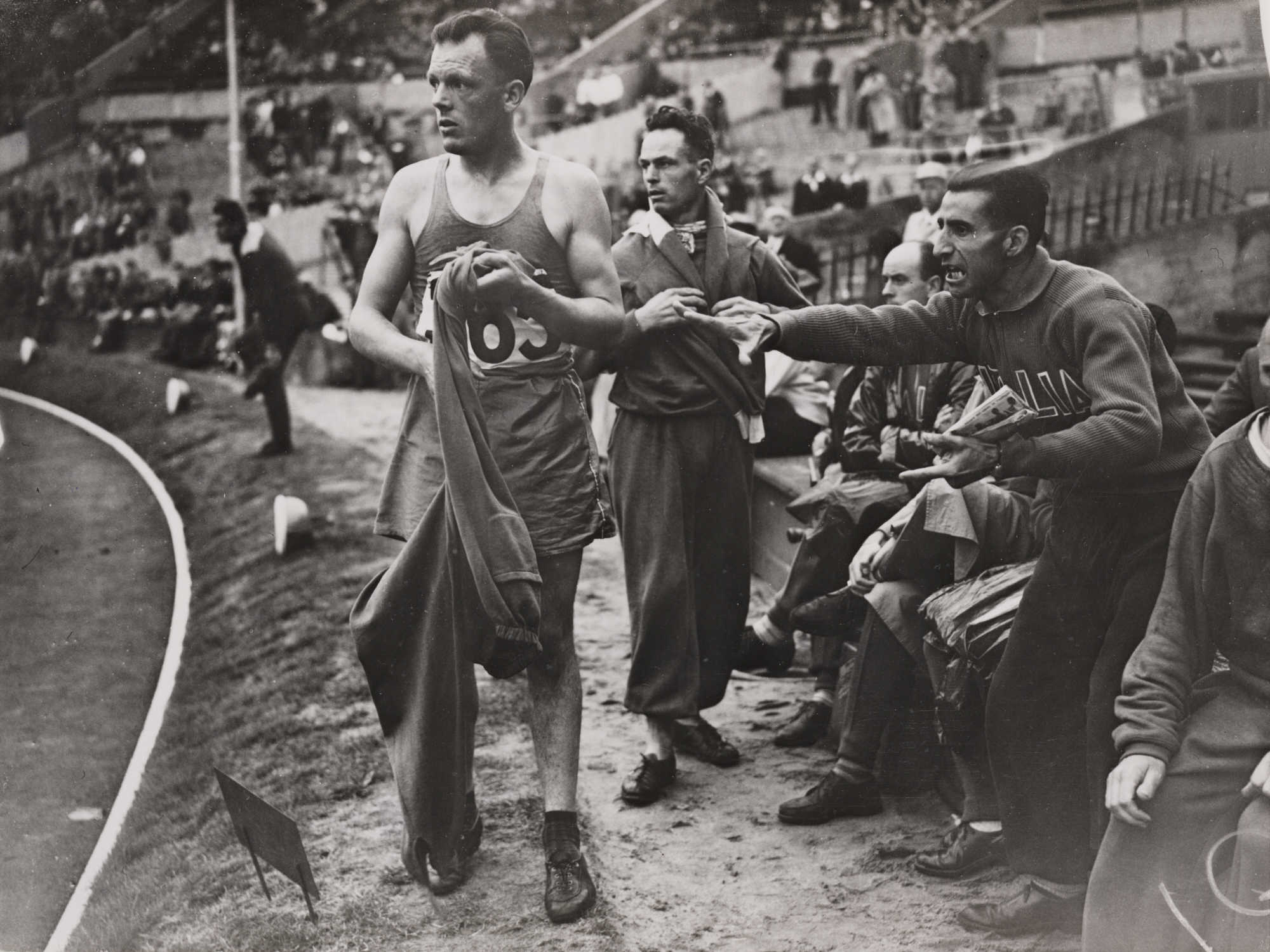
Louis Chevalier kam auf den vierten Platz
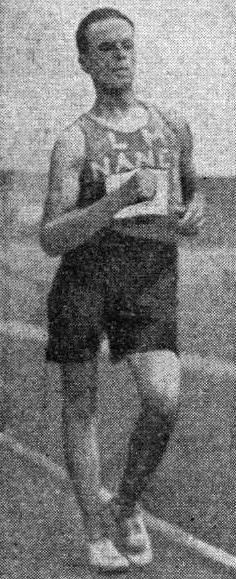
Émile Maggi belegte Rang sieben

## Video
- 1952 Summer Olympic Games in Helsinki, Finland - CharlieDeanArchives / Archival Footage, Bereich: 15:33 min bis 16:30 min, youtube.com, abgerufen am 2. August 2021